# Jan Brueghel mladší
Jan Brueghel mladší (13. září 1601 – 1. září 1678) byl vlámský barokní malíř, syn Jana Brueghela staršího a bratr Ambrosia Brueghela.

## Život
Jan Brueghel mladší se narodil a zemřel v 17. století v Antverpách. Malovat se učil u svého otce Jana Breughela staršího. Po celý svůj život pracoval v jeho stylu. Spolu s bratrem Ambrosiem Brueghelem maloval krajiny, alegorické scény a další díla s pečlivými deatily. Brueghel také vytvářel kopie obrazů svého otce a také je pod jeho jménem prodával. Jeho dílo se liší od práce jeho otce menší propracovaností a jemností.
Jan cestoval po Itálii, ale když jeho otec zemřel na choleru, rychle se vrátil, aby převzal kontrolu nad Antverpským studiem. Po smrti svého otce změnil svůj podpis z „Brueghel“ na „Breughel“. Následující rok, v roce 1626 se oženil s Annou-Marií Janssensovou, dcerou Abrahama Janssense. Brzy se v Antverpách etabloval a v roce 1630 se stal děkanem uměleckého sdružení cechu Svatého Lukáše. Tentýž rok dostal zakázku namalovat pro francouzský dvůr vytvořit Adam Cyklus. V následujících letech pracoval i pro rakouský dvůr. Než se v roce 1657 vrátil do Antverp, pracoval také v Paříži. Spolupracoval s řadou předních umělců, včetně Rubense, Hendricka van Balena (1575–1632), Adriaena Stalbemta (1580–1682), Lucase Van Udena (1596–1672), Davida Teniers mladšího a také s jeho tchánem Abrahamem Janssensem.

## Odkaz
Nejlepší díla Jana Brueghela mladšího jsou jeho rozsáhlé obrazy krajin, které maloval buď pod svým vlastním jménem, nebo jako pozadí pro jiné umělce jako byl Hendrick van Balen. Jeho žáky byli jeho starší synové Abraham, Philips a Jan Peeter, jeho synovec Jan van Kessel a jeho mladší bratr Ambrosius.

## Galerie

Jan Brueghel mladší
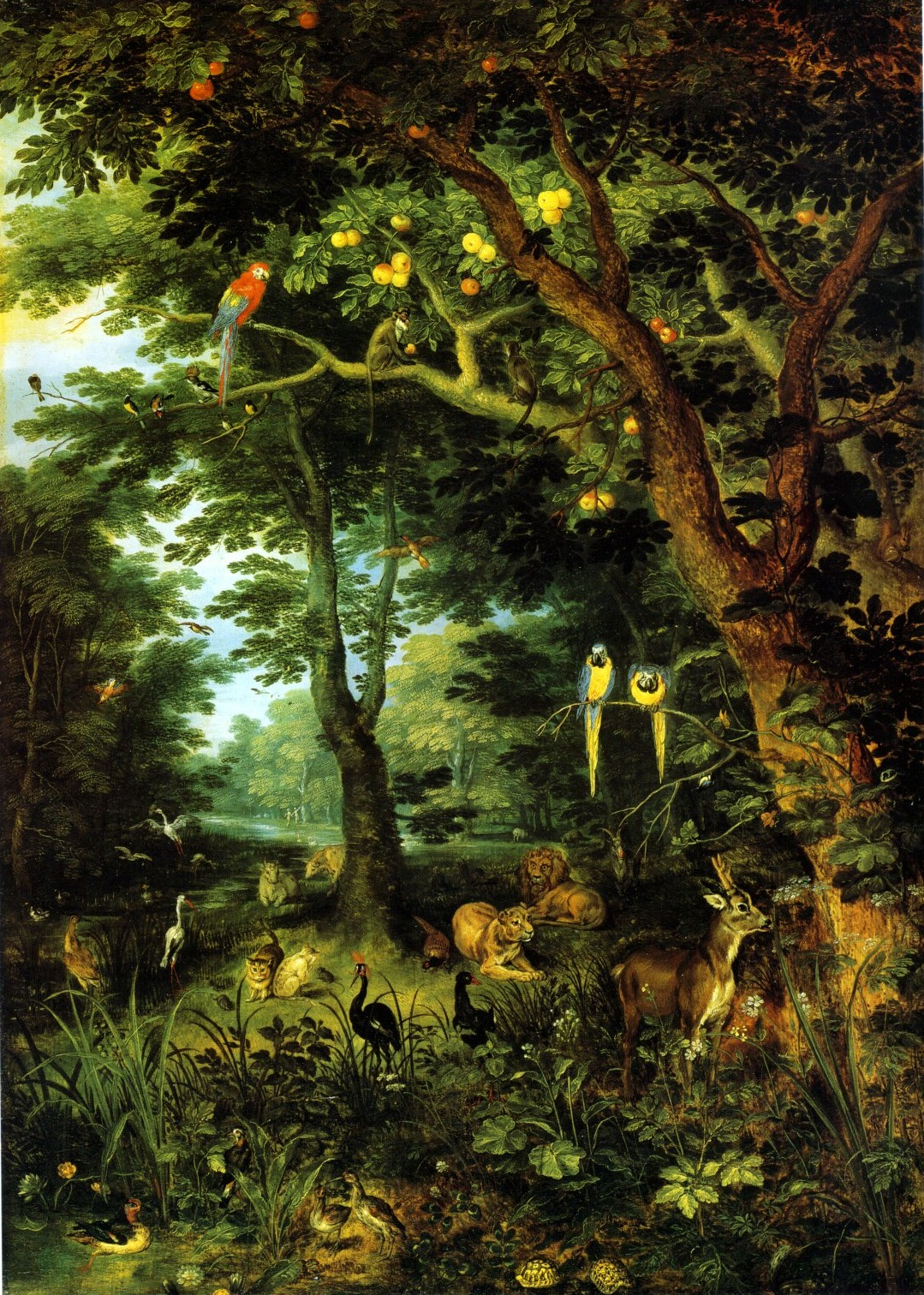
Jan Brueghel mladší, Ráj (Paradise by Jan Brueghel the Younger), kolem 1620, olej na plátně
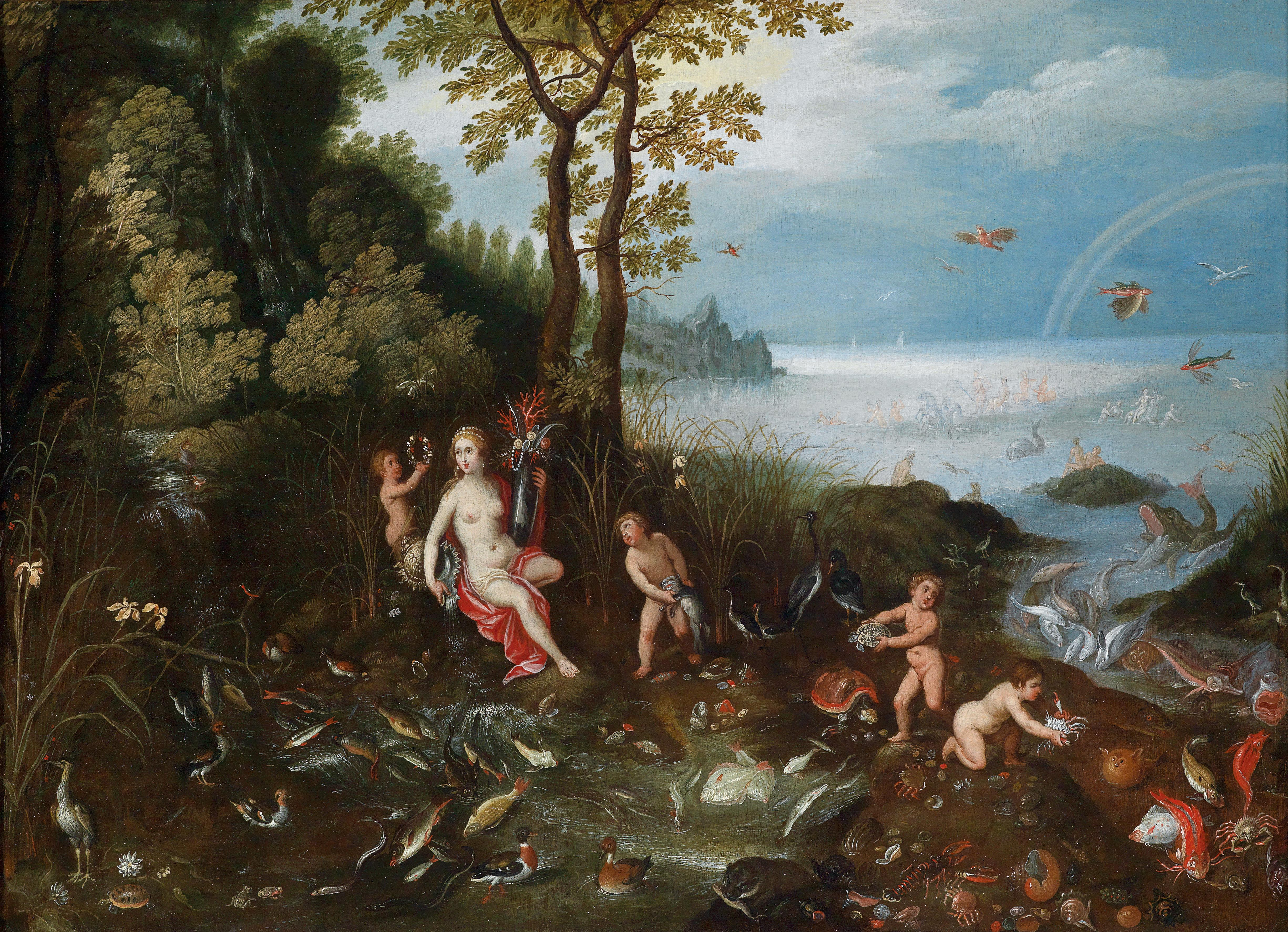
Jan Brueghel mladší, Jan van Balen Alegorie vody (Allegory of Water)
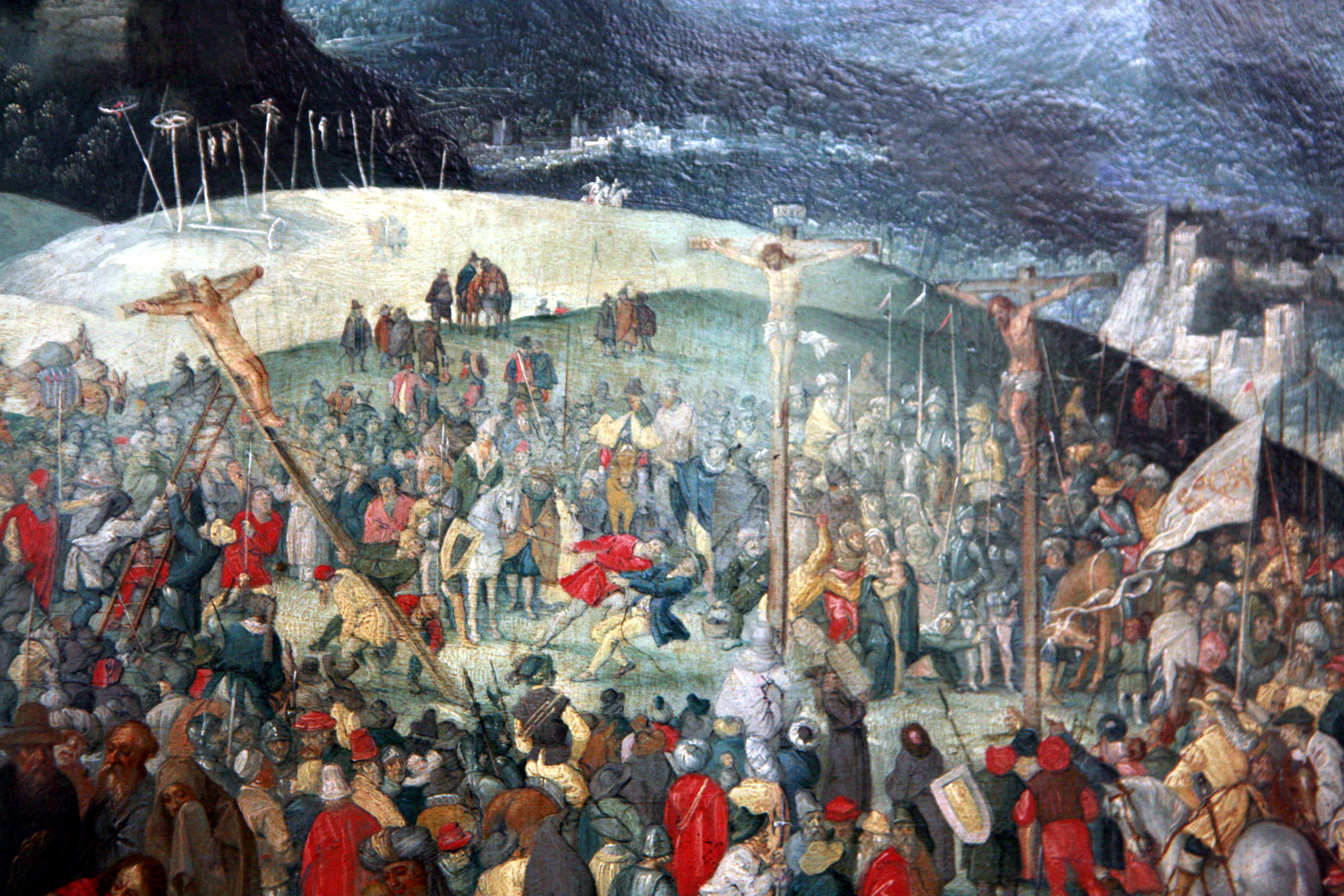
Golgota
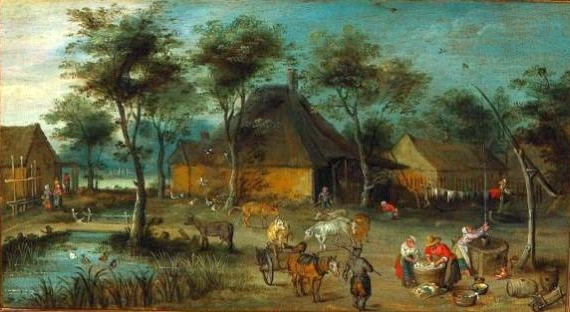
Náves
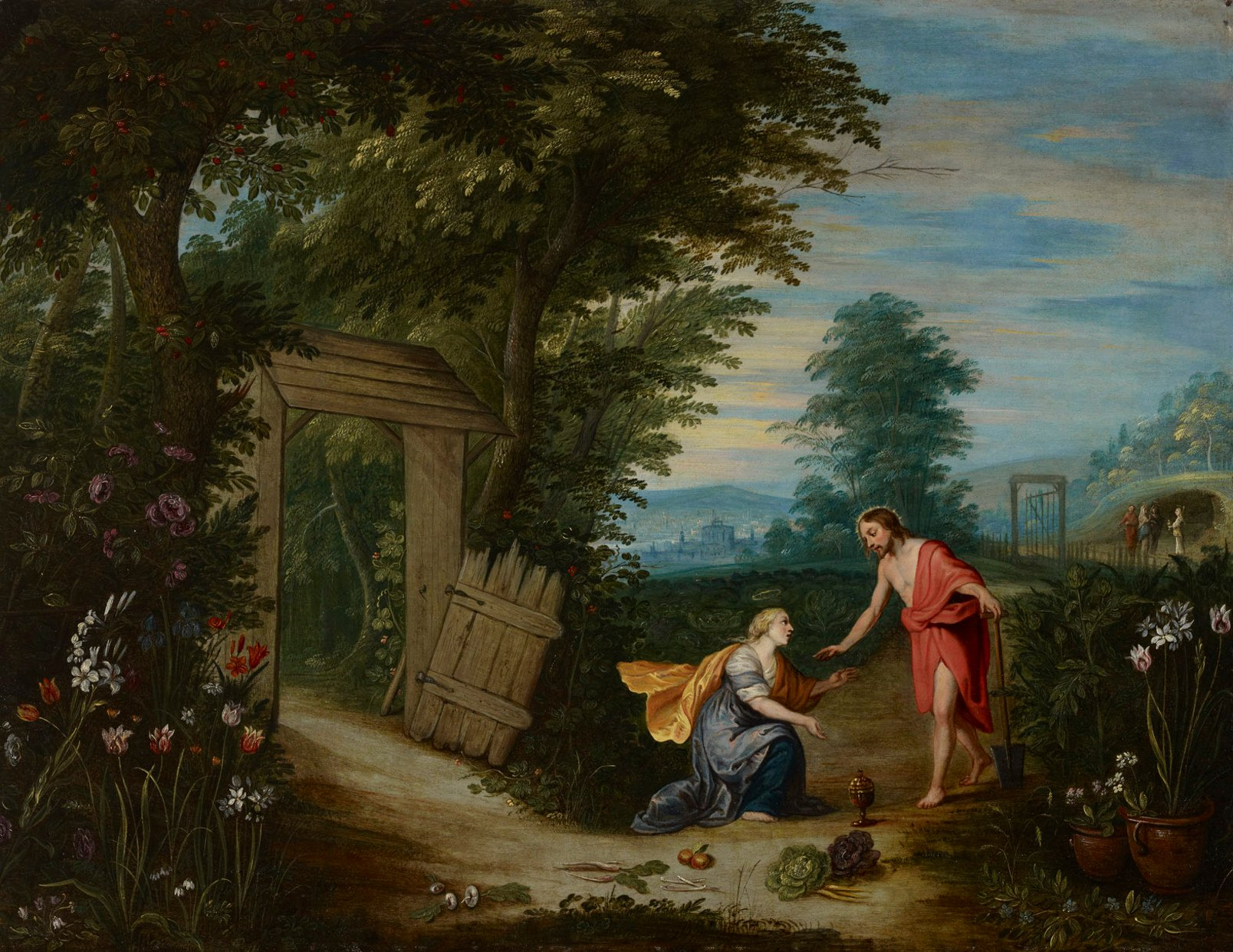
Noli me tangere

## Rodokmen
|  |  |                                   |                                   |                                   |                                   | Pieter Bruegel starší(1525/1530–1569) |                                   |                                |                                |                                |                                |                                |                                |                                |                                |                                |                                |                                |                                |                                |                                |                                |                                |                                                 |                                                 |                                                 |                                                 |                                                 |                                                 |  |  |                                                    |                                                    |                                                    |                                                    |                                                    |                                                    |
|  |  |                                   |                                   |                                   |                                   |                                       |                                   |                                |                                |                                |                                |                                |                                |                                |                                |                                |                                |                                |                                |                                |                                |                                |                                |                                                 |                                                 |                                                 |                                                 |                                                 |                                                 |  |  |                                                    |                                                    |                                                    |                                                    |                                                    |                                                    |
|  |  |                                   |                                   |                                   |                                   |                                       |                                   |                                |                                |                                |                                |                                |                                |                                |                                |                                |                                |                                |                                |                                |                                |                                |                                |                                                 |                                                 |                                                 |                                                 |                                                 |                                                 |  |  |                                                    |                                                    |                                                    |                                                    |                                                    |                                                    |
|  |  |                                   |                                   |                                   |                                   |                                       |                                   |                                |                                |                                |                                |                                |                                |                                |                                |                                |                                |                                |                                |                                |                                |                                |                                |                                                 |                                                 |                                                 |                                                 |                                                 |                                                 |  |  |                                                    |                                                    |                                                    |                                                    |                                                    |                                                    |
|  |  | Pieter Brueghel mladší(1564–1638) | Pieter Brueghel mladší(1564–1638) | Pieter Brueghel mladší(1564–1638) | Pieter Brueghel mladší(1564–1638) | Pieter Brueghel mladší(1564–1638)     | Pieter Brueghel mladší(1564–1638) |                                |                                | Jan Brueghel starší(1568–1625) | Jan Brueghel starší(1568–1625) | Jan Brueghel starší(1568–1625) | Jan Brueghel starší(1568–1625) | Jan Brueghel starší(1568–1625) | Jan Brueghel starší(1568–1625) |                                |                                |                                |                                |                                |                                |                                |                                |                                                 |                                                 |                                                 |                                                 |                                                 |                                                 |  |  |                                                    |                                                    |                                                    |                                                    |                                                    |                                                    |
|  |  | Pieter Brueghel mladší(1564–1638) | Pieter Brueghel mladší(1564–1638) | Pieter Brueghel mladší(1564–1638) | Pieter Brueghel mladší(1564–1638) | Pieter Brueghel mladší(1564–1638)     | Pieter Brueghel mladší(1564–1638) |                                |                                | Jan Brueghel starší(1568–1625) | Jan Brueghel starší(1568–1625) | Jan Brueghel starší(1568–1625) | Jan Brueghel starší(1568–1625) | Jan Brueghel starší(1568–1625) | Jan Brueghel starší(1568–1625) |                                |                                |                                |                                |                                |                                |                                |                                |                                                 |                                                 |                                                 |                                                 |                                                 |                                                 |  |  |                                                    |                                                    |                                                    |                                                    |                                                    |                                                    |
|  |  |                                   |                                   |                                   |                                   |                                       |                                   |                                |                                |                                |                                |                                |                                |                                |                                |                                |                                |                                |                                |                                |                                |                                |                                |                                                 |                                                 |                                                 |                                                 |                                                 |                                                 |  |  |                                                    |                                                    |                                                    |                                                    |                                                    |                                                    |
|  |  |                                   |                                   |                                   |                                   |                                       |                                   |                                |                                |                                |                                |                                |                                |                                |                                |                                |                                |                                |                                |                                |                                |                                |                                |                                                 |                                                 |                                                 |                                                 |                                                 |                                                 |  |  |                                                    |                                                    |                                                    |                                                    |                                                    |                                                    |
|  |  |                                   |                                   |                                   |                                   |                                       |                                   | Ambrosius Brueghel(1617–1675)  | Ambrosius Brueghel(1617–1675)  | Ambrosius Brueghel(1617–1675)  | Ambrosius Brueghel(1617–1675)  | Ambrosius Brueghel(1617–1675)  | Ambrosius Brueghel(1617–1675)  |                                |                                | Jan Brueghel mladší(1601–1671) | Jan Brueghel mladší(1601–1671) | Jan Brueghel mladší(1601–1671) | Jan Brueghel mladší(1601–1671) | Jan Brueghel mladší(1601–1671) | Jan Brueghel mladší(1601–1671) |                                |                                | Anna Brueghel x David Teniers mladší(1610–1690) | Anna Brueghel x David Teniers mladší(1610–1690) | Anna Brueghel x David Teniers mladší(1610–1690) | Anna Brueghel x David Teniers mladší(1610–1690) | Anna Brueghel x David Teniers mladší(1610–1690) | Anna Brueghel x David Teniers mladší(1610–1690) |  |  | Paschasia Brueghel x Hieronymous van Kessel starší | Paschasia Brueghel x Hieronymous van Kessel starší | Paschasia Brueghel x Hieronymous van Kessel starší | Paschasia Brueghel x Hieronymous van Kessel starší | Paschasia Brueghel x Hieronymous van Kessel starší | Paschasia Brueghel x Hieronymous van Kessel starší |
|  |  |                                   |                                   |                                   |                                   |                                       |                                   | Ambrosius Brueghel(1617–1675)  | Ambrosius Brueghel(1617–1675)  | Ambrosius Brueghel(1617–1675)  | Ambrosius Brueghel(1617–1675)  | Ambrosius Brueghel(1617–1675)  | Ambrosius Brueghel(1617–1675)  |                                |                                | Jan Brueghel mladší(1601–1671) | Jan Brueghel mladší(1601–1671) | Jan Brueghel mladší(1601–1671) | Jan Brueghel mladší(1601–1671) | Jan Brueghel mladší(1601–1671) | Jan Brueghel mladší(1601–1671) |                                |                                | Anna Brueghel x David Teniers mladší(1610–1690) | Anna Brueghel x David Teniers mladší(1610–1690) | Anna Brueghel x David Teniers mladší(1610–1690) | Anna Brueghel x David Teniers mladší(1610–1690) | Anna Brueghel x David Teniers mladší(1610–1690) | Anna Brueghel x David Teniers mladší(1610–1690) |  |  | Paschasia Brueghel x Hieronymous van Kessel starší | Paschasia Brueghel x Hieronymous van Kessel starší | Paschasia Brueghel x Hieronymous van Kessel starší | Paschasia Brueghel x Hieronymous van Kessel starší | Paschasia Brueghel x Hieronymous van Kessel starší | Paschasia Brueghel x Hieronymous van Kessel starší |
|  |  |                                   |                                   |                                   |                                   |                                       |                                   |                                |                                |                                |                                |                                |                                |                                |                                |                                |                                |                                |                                |                                |                                |                                |                                |                                                 |                                                 |                                                 |                                                 |                                                 |                                                 |  |  |                                                    |                                                    |                                                    |                                                    |                                                    |                                                    |
|  |  |                                   |                                   |                                   |                                   |                                       |                                   |                                |                                |                                |                                |                                |                                |                                |                                |                                |                                |                                |                                |                                |                                |                                |                                |                                                 |                                                 |                                                 |                                                 |                                                 |                                                 |  |  |                                                    |                                                    |                                                    |                                                    |                                                    |                                                    |
|  |  |                                   |                                   |                                   |                                   | Jan Pieter Brueghel(1628–1664)        | Jan Pieter Brueghel(1628–1664)    | Jan Pieter Brueghel(1628–1664) | Jan Pieter Brueghel(1628–1664) | Jan Pieter Brueghel(1628–1664) | Jan Pieter Brueghel(1628–1664) |                                |                                | Abraham Brueghel(1631–1690)    | Abraham Brueghel(1631–1690)    | Abraham Brueghel(1631–1690)    | Abraham Brueghel(1631–1690)    | Abraham Brueghel(1631–1690)    | Abraham Brueghel(1631–1690)    |                                |                                | Jan Baptist Brueghel(1647–1719 | Jan Baptist Brueghel(1647–1719 | Jan Baptist Brueghel(1647–1719                  | Jan Baptist Brueghel(1647–1719                  | Jan Baptist Brueghel(1647–1719                  | Jan Baptist Brueghel(1647–1719                  |                                                 |                                                 |  |  | Jan van Kessel starší(1626–1679)                   | Jan van Kessel starší(1626–1679)                   | Jan van Kessel starší(1626–1679)                   | Jan van Kessel starší(1626–1679)                   | Jan van Kessel starší(1626–1679)                   | Jan van Kessel starší(1626–1679)                   |
|  |  |                                   |                                   |                                   |                                   | Jan Pieter Brueghel(1628–1664)        | Jan Pieter Brueghel(1628–1664)    | Jan Pieter Brueghel(1628–1664) | Jan Pieter Brueghel(1628–1664) | Jan Pieter Brueghel(1628–1664) | Jan Pieter Brueghel(1628–1664) |                                |                                | Abraham Brueghel(1631–1690)    | Abraham Brueghel(1631–1690)    | Abraham Brueghel(1631–1690)    | Abraham Brueghel(1631–1690)    | Abraham Brueghel(1631–1690)    | Abraham Brueghel(1631–1690)    |                                |                                | Jan Baptist Brueghel(1647–1719 | Jan Baptist Brueghel(1647–1719 | Jan Baptist Brueghel(1647–1719                  | Jan Baptist Brueghel(1647–1719                  | Jan Baptist Brueghel(1647–1719                  | Jan Baptist Brueghel(1647–1719                  |                                                 |                                                 |  |  | Jan van Kessel starší(1626–1679)                   | Jan van Kessel starší(1626–1679)                   | Jan van Kessel starší(1626–1679)                   | Jan van Kessel starší(1626–1679)                   | Jan van Kessel starší(1626–1679)                   | Jan van Kessel starší(1626–1679)                   |